# 鹿児島市立錫山小中学校
鹿児島市立錫山小中学校（かごしましりつすずやましょうちゅうがっこう）は、鹿児島県鹿児島市下福元町にある市立の小学校・中学校であり、鹿児島市内で唯一の小中併設校である。

## 概要
鹿児島市の南西部にある鹿児島市で唯一の小中併設校であり、下福元町の北部に位置している。2009年4月6日現在で小学校は2学年1学級で編成される複式学級となっており、中学校は各学年1学級の3学級から構成されている。
また、児童・生徒数は、1965年（昭和40年）には小学生139名、中学生83名在校していたが、2009年4月6日現在では小学校の全校児童数は31名、中学校の全校生徒数は15名となっている。
錫山小中学校は小規模特認校に指定されており、通学区域外からも通学できるようになっている。

## 沿革
- 1879年（明治12年）- 錫山小学校として開校。
- 1886年（明治19年） - 小学校令が施行されたのに伴い、錫山簡易小学校に改称。
- 1890年（明治23年） - 錫山尋常小学校に改称。
- 1925年（大正14年） - 高等科を併置し、錫山尋常高等小学校に改称。
- 1941年（昭和16年） - 国民学校令が施行されたのに伴い、錫山国民学校に改称。
- 1947年（昭和22年） - 谷山町立錫山小学校に改称し、同時に谷山町立第二中学校（現在の鹿児島市立和田中学校）の分校である谷山町立第二中学校錫山分校を併設する[3]。
- 1956年（昭和31年） - 谷山町立第二中学校より中学校が独立し小学校に併置、谷山町立錫山小中学校に改称[3]
- 1957年（昭和32年） - 谷山町が市制施行し谷山市となったのに伴い、谷山市立錫山小中学校に改称。
- 1967年（昭和42年） - 谷山市が鹿児島市と合併し鹿児島市となったのに伴い、鹿児島市立錫山小中学校に改称。

## 生徒数
以下の生徒数遷移表は錫山小中学校HP 児童・生徒数の推移（昭和40年-昭和63年まで） (PDF) 及び錫山小中学校HP 児童・生徒数の推移（平成-） (PDF) の記述の一部より作成。
凡例
|  | 小学校児童数（人） |  | 中学校生徒数（人） |

| 1965年 | 139 |  |
| 1965年 | 83  |  |
| 1975年 | 62  |  |
| 1975年 | 52  |  |
| 1985年 | 26  |  |
| 1985年 | 13  |  |
| 1995年 | 18  |  |
| 1995年 | 9   |  |
| 2005年 | 35  |  |
| 2005年 | 14  |  |

## 通学区域
- 下福元町の一部[4]